# Hansen (cratera)
Hansen é uma cratera lunar que está localizada perto do limbo leste da Lua. Neste local a cratera parece oval devido ao escorço, mas a cratera é na verdade quase circular. Encontra-se à nordeste da maior cratera Condorcet, e ao sul da Alhazen.
A parede externa de Hansen é afiada, com uma ligeira saliência para fora, para o sudoeste. A parede interna cai para baixo, para uma prateleira de materiais que caíram, em seguida, para um interior ligeiramente em forma de tigela. Existe uma formação central de cume no ponto central do interior.

## Crateras satélite
Por convenção, estas características são identificadas em mapas lunares colocando a letra no lado do ponto médio da cratera que é mais próximo de Hansen.
| Hansen | Latitude | Longitude | Diâmetro |
| ------ | -------- | --------- | -------- |
| A      | 13.3° N  | 74.3° E   | 13 km    |
| B      | 14.3° N  | 79.9° E   | 80 km    |

### Obras em língua portuguesa
- Freitas Mourão, Ronaldo Rogério de (2008). Dicionário Enciclopédico de Astronomia e Astronáutica. Lexicon. ISBN 9788586368356

### Obras em língua inglesa
- Andersson, L. E.; Whitaker, E. A., (1982). NASA Catalogue of Lunar Nomenclature. [S.l.]: NASA RP-1097
- Blue, Jennifer (25 de julho de 2007). «Gazetteer of Planetary Nomenclature». USGS. Consultado em 5 de agosto de 2007
- B. Bussey; P. Spudis (2004). The Clementine Atlas of the Moon. New York: Cambridge University Press. ISBN 0-521-81528-2
- Cocks, Elijah E.; Cocks, Josiah C. (1995). Who's Who on the Moon: A Biographical Dictionary of Lunar Nomenclature. [S.l.]: Tudor Publishers. ISBN 0-936389-27-3
- McDowell, Jonathan (15 de julho de 2007). Lunar Nomenclature (Relatório). Jonathan's Space Report. Consultado em 24 de outubro de 2007
- Menzel, D. H.; Minnaert, M.; Levin, B.; Dollfus, A.; Bell, B. (1971). «Report on Lunar Nomenclature by The Working Group of Commission 17 of the IAU». Space Science Reviews. 12. 136 páginas
- Moore, Patrick (2001). On the Moon. [S.l.]: Sterling Publishing Co. ISBN 0-304-35469-4
- Price, Fred W. (1988). The Moon Observer's Handbook. [S.l.]: Cambridge University Press. ISBN 0521335000
- Rükl, Antonín (1990). Atlas of the Moon. [S.l.]: Kalmbach Books. ISBN 0-913135-17-8
- Webb, Rev. T. W. (1962). Celestial Objects for Common Telescopes 6th revision ed. [S.l.]: Dover. ISBN 0-486-20917-2
- Whitaker, Ewen A. (1999). Mapping and Naming the Moon. [S.l.]: Cambridge University Press. ISBN 0-521-62248-4
- Wlasuk, Peter T. (2000). Observing the Moon. [S.l.]: Springer. ISBN 1852331933